# Oliver Igel

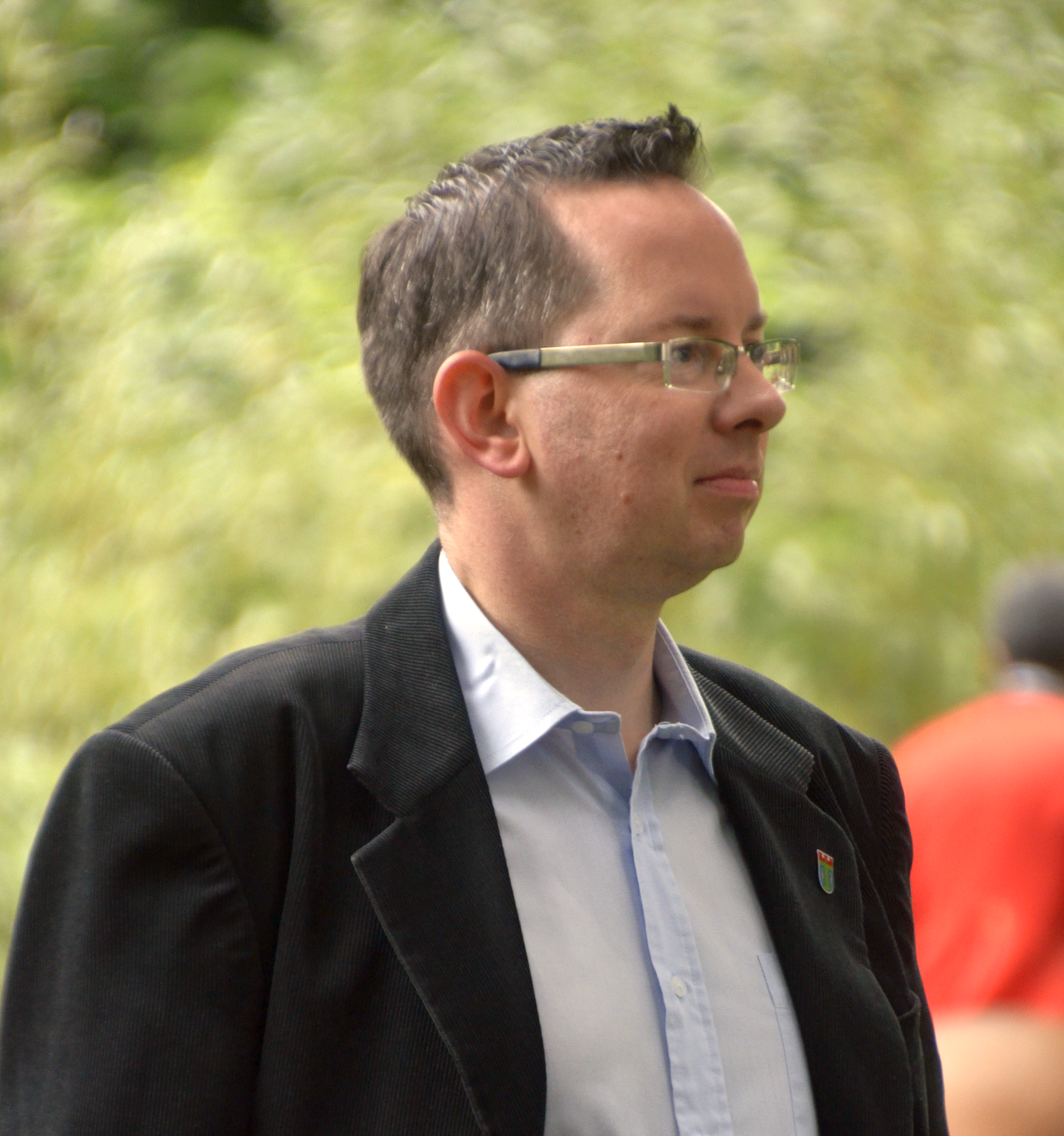
Oliver Igel (2015)

Oliver Igel (* 9. April 1978 in Ost-Berlin) ist ein deutscher Kommunalpolitiker (SPD). Er ist Bezirksbürgermeister des Berliner Bezirks Treptow-Köpenick.

## Leben und Wirken
Igel wurde  in Berlin-Köpenick geboren. Nach dem Abitur an der Flatow-Oberschule absolvierte er 1997 den Wehrdienst beim Jägerbataillon 1 der Bundeswehr in Berlin-Spandau, ehe er ein Studium an der FU Berlin in den Fächern Neuere deutsche Literatur, Neuere Geschichte und Politikwissenschaften aufnahm. Dieses schloss er 2004 mit dem Magister Artium ab. Seine Magisterarbeit schrieb Igel über Komische Prosa in der Zeit der friedlichen Revolution 1989. Während des Studiums war er zwischen 2001 und 2003 freier Mitarbeiter der Berliner Zeitung. Sieben Jahre lang arbeitete Igel zudem in der Stiftung zur Aufarbeitung der SED-Diktatur. 2009 wurde er wissenschaftlicher Mitarbeiter und Büroleiter des SPD-Bundestagsabgeordneten Hans-Joachim Hacker.
Nach den Wahlen zur Bezirksverordnetenversammlung im Jahr 2001 wurde Igel kulturpolitischer Sprecher und stellvertretender Fraktionsvorsitzender der SPD in der Bezirksverordnetenversammlung Treptow-Köpenick. Seit 2006 ist er dort SPD-Fraktionsvorsitzender. In einer Zählgemeinschaft mit den Stimmen von SPD, CDU und Grünen wurde Igel am 27. Oktober 2011 als bislang jüngster Bezirksbürgermeister Berlins für Treptow-Köpenick gewählt. Er verantwortet in seinem Bezirk zudem die Abteilung Personal, Finanzen, Wirtschaft und Immobilienwirtschaft.
Igel engagiert sich im Kampf gegen den in seinem Bezirk (Schöneweide) stark vertretenen Rechtsextremismus und hat unpopuläre Entscheidungen gefällt wie z. B. das Verbot, im Treptower Park zu grillen. Er setzt sich gegen Nachtflüge und für veränderte Flugrouten zum Flughafen Berlin-Schönefeld ein.
Der Politiker lebt mit seiner Lebensgefährtin Ellen Haußdörfer in Köpenick. Am 31. August 2013 kam der gemeinsame Sohn zur Welt.

## Publikationen
- Gab es die DDR wirklich? Die Darstellung des SED-Staates in komischer Prosa zur „Wende“. Der Andere Verlag, Tönning u. a. 2005, ISBN 3-89959-312-X.
- (Redaktion:) Die SPD in Köpenick und Treptow zwischen 1945 und 1989. Selbstverlag, SPD Kreis Treptow-Köpenick, Berlin 2008.
- (erarbeitet für die Bundesstiftung zur Aufarbeitung der SED-Diktatur:) Bildungskatalog: SED-Diktatur und deutsche Teilung. Materialien für die schulische und außerschulische Bildungsarbeit. Wochenschau, Schwalbach/Ts. 2009, ISBN 978-3-89974-517-7.
- (Mitarbeit, Vorwort und Beitrag:) Heimatverein Köpenick e. V. (Hrsg.): Von Copnick nach Köpenick – neue Streifzüge durch seine Geschichte. (= Schriftenreihe des Heimatvereins Köpenick e. V. Bd. 4). Trafo, Berlin 2014, ISBN 978-3-86465-036-9.